# Charaxes pseudofervens
Charaxes pseudofervens är en fjärilsart som beskrevs av Hans Fruhstorfer 1914. Charaxes pseudofervens ingår i släktet Charaxes och familjen praktfjärilar. Inga underarter finns listade i Catalogue of Life.